# South Australian Legislative Council

Das Wappen von South Australia

Der South Australian Legislative Council ist das Oberhaus des Parlaments von South Australia (Parliament of South Australia), das Parlament des australischen Bundesstaates South Australia. Es basiert auf dem parlamentarisches System des britischen Westminster-Systems, das das Parlament in zwei Kammern unterteilt. Neben dem Legislative Council als Legislativrat und Oberhaus, besteht die Legislativversammlung (South Australian House of Assembly) als Unterhaus des Parlaments.

## Allgemeines, Wahlen und Mitglieder
Der Legislativrat ist das Oberhaus des Parlaments von Südaustralien. Die Mitglieder des Legislativrates (MLCs) werden für eine Amtszeit von acht Jahren gewählt, wobei bei jeder Wahl die Hälfte der 22 Sitze des Legislativrates für vakant erklärt und neu besetzt wird. Jeder MLC wird gewählt, um den gesamten Bundesstaat nach einem Verhältniswahlsystem zu vertreten. Dieses Wahlsystem ermöglicht die Wahl einer größeren Vielfalt kleinerer Parteien und Unabhängiger in das Parlament. Außerdem wird es dadurch für eine Partei schwierig, die Kammer zu kontrollieren. Derzeit gehören dem Legislative Council neun Mitglieder der Australian Labor Party (ALP) als Regierung an sowie acht Mitglieder der Liberal Party of Australia als Opposition. Des Weiteren sind fünf sogenannte Crossbencher im Legislativrat vertreten, die entweder kleineren Parteien oder Parteilose sind: zwei Vertreter der Australian Greens sowie jeweils ein Vertreter von SA-Best, One Nation und ein unabhängiger Parteiloser. Leader of the Government und damit Führer der Regierungsfraktion ist seit dem 24. März 2022 Kyam Maher von der ALP, während Nicola Centofanti von der Liberal Party seit dem 21. April 2002 als Leader of the Opposition Oppositionsführerin.
Die Arbeit des Legislativrates erfolgt nach Geschäftsordnungsvorschriften, die den Umgang mit Gesetzesentwürfen, Gesetzen, parlamentarischen Dokumenten, Niederschriften der Debatten, Anträge und Resolutionen, Hinweispapieren, Petitionen und Anfragen regeln.

## Der Sitzungssaal desLegislative Council

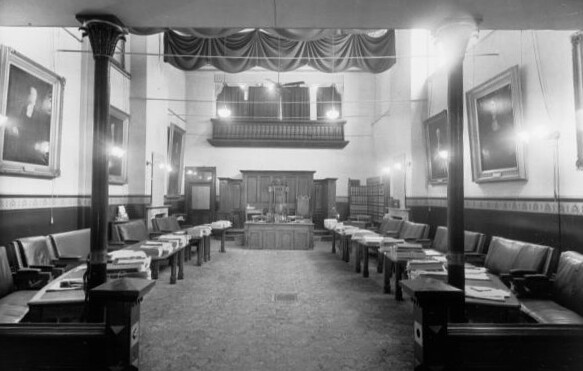
Der Sitzungssaal des Legislative Council im Old Parliament House (1939).

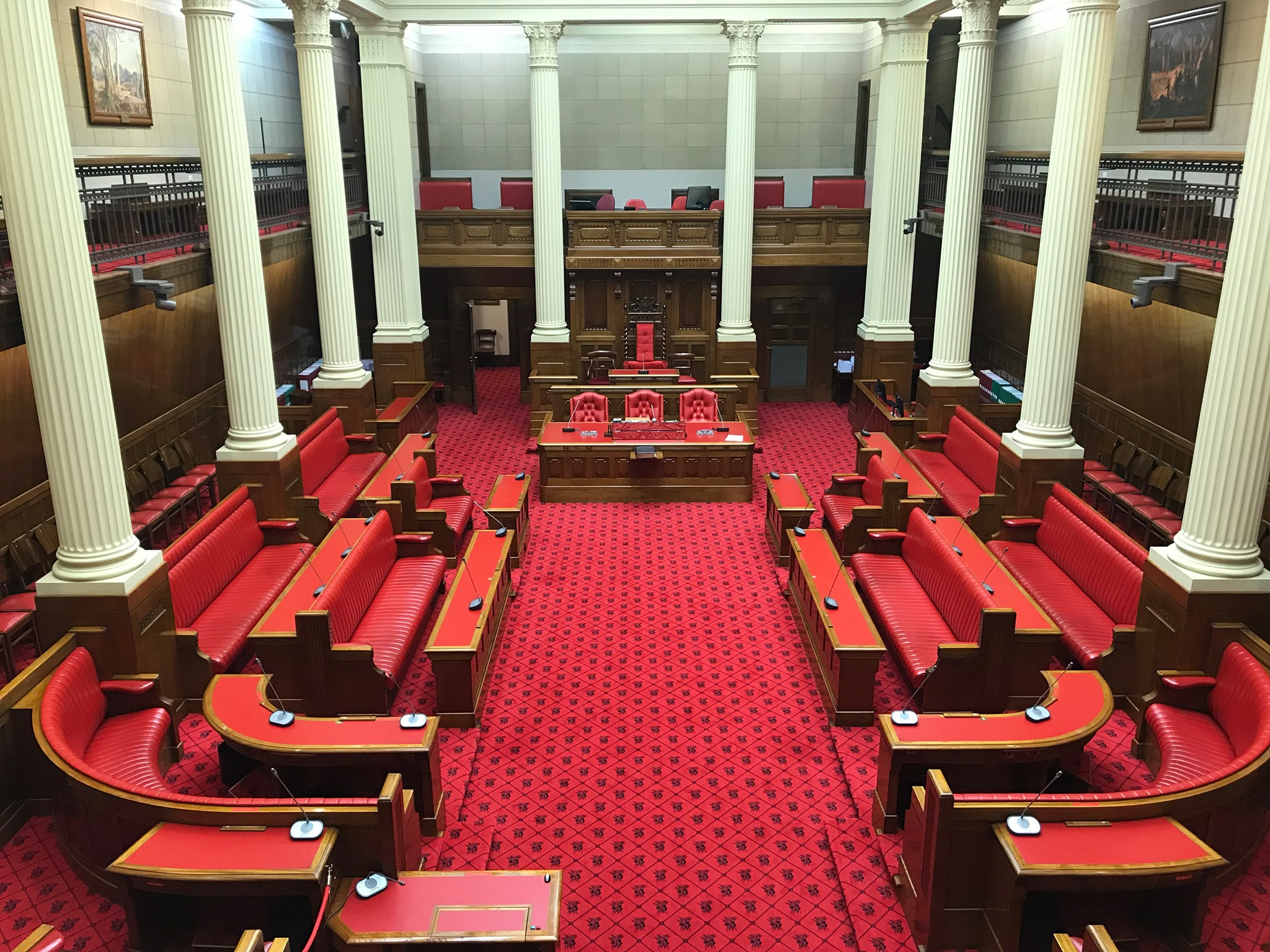
Der Sitzungssaal des Legislative Council, des Oberhauses des Parlaments.

Der Saal des Legislativrates wurde 1939 fertiggestellt. Seine Licht- und Akustikeigenschaften sind hervorragend und die schöne Täfelung aus Queensland-Ahorn und der traditionelle rote Teppich bereichern die Atmosphäre des „House of Review“. Galerien umgeben die Kammer auf drei Seiten auf der Bodenebene und auf allen vier Seiten auf der ersten Etage. Seine Gesamtabmessungen entsprechen denen des Sitzungssaales des House of Assembly. Der Vizekönigsthron (der auch der Stuhl des Präsidenten ist) am nördlichen Ende wird seit 1855 im Legislativrat verwendet. Er besteht aus Stieleiche, ist reich mit gotischen Verzierungen geschnitzt und der Sitz ist mit rotem Samt bezogen. Die Rückseite wird von spiralförmigen Säulen getragen, über denen das ebenfalls aus massiver Eiche geschnitzte königliche Wappen thront. Unter dem Podium des Präsidenten befindet sich der Tisch des Rates, mit dem Clerk auf der rechten Seite des Präsidenten und dem Deputy Clerk und Black Rod auf der linken Seite. Den mittleren Vorsitz übernimmt der Präsident in seiner Eigenschaft als Ausschussvorsitzender, wenn der Rat im Ausschuss sitzt. Während der Ratssitzung liegt der Stab des Black Rod in den Klammern an der Vorderseite des Ratstisches.
Auf der Vorderbank rechts vom Präsidenten sitzen die Minister des Legislativrates. Die Zuteilung der verbleibenden Sitze erfolgt auf der Grundlage der Zugehörigkeit eines Mitglieds zur Regierung oder zur Oppositionspartei, wobei Regierungsmitglieder die Sitze rechts vom Präsidenten besetzen. Im Sitzungssaal des Legislativrates wird jede Sitzung des Parlaments vom Vertreter des Souveräns (dem Gouverneur oder Vizegouverneur) in Anwesenheit von Mitgliedern beider Kammern eröffnet.
Die Galerien auf beiden Seiten des Plenarsaals direkt hinter den Abgeordnetenbänken werden während der Parlamentseröffnung für die Unterbringung hochrangiger Gäste genutzt. Hinter der Bar befindet sich die President’s Gallery und im Obergeschoss befinden sich die Stranger’s Galleries. „Hansard“- und Medienreporter besetzen die nördlichen Galerien im Obergeschoss.

## Präsident und Beamte desLegislative Council

### Der Präsident desLegislative Council

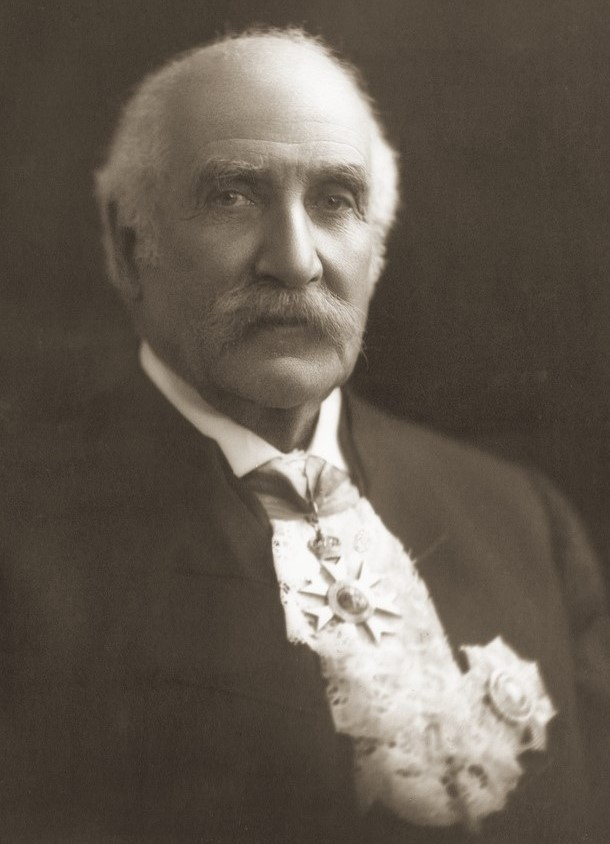
Sir Lancelot Stirling war von 1901 bis 1932 Präsident des Legislativrates und hat mit 31 Jahren die längste Amtszeit als Präsident.

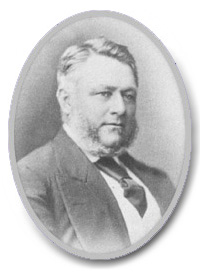
Der fünfmalige Premierminister von South Australia Henry Ayers war zwischen 1881 und 1893 auch Präsident des Legislativrates.

Der Präsident des Legislativrates wird von allen Mitgliedern des Rates, nicht nur von den Regierungsmitgliedern, zum Vorsitzenden gewählt. Die Funktionen des Präsidenten lassen sich in zwei Hauptkategorien einteilen: erstens als Sprecher des Hauses in Beziehungen zur Krone, zum House of Assembly sowie anderen Behörden und Personen außerhalb des Parlaments. Zweitens leitet der Präsident die Beratungen des Rates und setzt die Regeln zur Aufrechterhaltung der Ordnung durch. Es ist sehr wichtig, dass der Präsident als unparteiisch und autoritär wahrgenommen wird. Der derzeitige Präsident des Legislativrates ist seit dem 3. Mai 2022 Terry Stephens von der Liberal Party.
Bei formellen Anlässen trägt der Präsident möglicherweise eine zeremonielle Kleidung mit einer Perücke und einem schwarzen Damastkleid aus Seide oder Satin mit Spitze am Hals und an den Handgelenken. An normalen Sitzungstagen trägt der Präsident die Amtsrobe. Der Präsident übt die Doppelpflichten des Präsidenten und des Vorsitzenden der Ausschüsse (Chairman of Committees) im Legislativrat aus. Der Ausschuss prüft einige Gesetzentwürfe im Detail, nachdem sie die zweite Lesung durchlaufen haben. Der Vorsitzende der Ausschüsse trägt keine besondere Kleidung, eine Tatsache, die die relative Informalität der Beratungen des Ausschusses unterstreicht, wenn Mitglieder mehr als einmal zu einer bestimmten Frage sprechen dürfen, die Debatte jedoch unbedingt mit der Klausel oder dem Änderungsantrag vor dem Ausschuss zusammenhängen muss.

### Liste der Präsidenten desLegislative Council
| Nr. | Name                         | Partei                                                | Beginn der Amtszeit | Ende der Amtszeit |
| --- | ---------------------------- | ----------------------------------------------------- | ------------------- | ----------------- |
| 1   | James Hurtle Fisher          |                                                       | 1857                | 1865              |
| 2   | John Morphett                |                                                       | 1865                | 1873              |
| 3   | William Milne                |                                                       | 1873                | 1881              |
| 4   | Henry Ayers                  |                                                       | 1881                | 1893              |
| 5   | Richard Chaffey Baker        |                                                       | 1893                | 1901              |
| 6   | Lancelot Stirling            | ab 1910: Liberal Union ab 1923: Liberal Federation    | 1901                | 1932              |
| 7   | David Gordon                 | Liberal and Country League                            | 1932                | 1944              |
| 8   | Walter Gordon Duncan         | Liberal and Country League                            | 1944                | 1962              |
| 9   | Les Densley                  | Liberal and Country League                            | 1962                | 1967              |
| 10  | Lyell McEwin                 | Liberal and Country League Liberal Party of Australia | 1967                | 1975              |
| 11  | Frank Potter                 | Liberal Party of Australia                            | 1975                | 1978              |
| 12  | Arthur Whyte                 | Liberal Party of Australia                            | 1978                | 1985              |
| 13  | Anne Levy                    | Australian Labor Party                                | 1986                | 1989              |
| 14  | Gordon Bruce                 | Australian Labor Party                                | 1989                | 1993              |
| 15  | Peter Dunn                   | Liberal Party of Australia                            | 1994                | 1997              |
| 16  | Jamie Irwin                  | Liberal Party of Australia                            | 1997                | 2002              |
| 17  | Ron Roberts                  | Australian Labor Party                                | 2002                | 2006              |
| 18  | Bob Sneath                   | Australian Labor Party                                | 2006                | 2012              |
| 19  | John Gazzola                 | Australian Labor Party                                | 2012                | 2014              |
| 20  | Russell Wortley              | Australian Labor Party                                | 2014                | 2018              |
| 21  | Andrew McLachlan             | Liberal Party of Australia                            | 2018                | 2020              |
| 22  | Terry Stephens               | Liberal Party of Australia                            | 2020                | 2020              |
| 23  | John Dawkins                 | Independent                                           | 2020                | 2022              |
| 24  | Terry Stephens (2. Amtszeit) | Liberal Party of Australia                            | 2022                | amtierend         |

### Ständige Beamte desLegislative Council
Es gibt zwei ständige Hauptbeamte des Legislativrates: der Clerk des Legislativrates und dessen Stellvertreter, der Deputy Clerk des Legislativrates, der auch der Usher of the Black Rod ist. Die Beamten und ihre Mitarbeiter in jedem Haus sorgen für die ständige Verwaltung eines Parlaments, dessen Zusammensetzung sich ändern kann. Eine ihrer Hauptaufgaben besteht darin, den Präsidenten, die Minister und die Mitglieder über das parlamentarische Verfahren zu beraten. Sie sind für die Zusammenstellung der Tagebücher des Hauses verantwortlich und die Verwalter aller dem Parlament vorgelegten Unterlagen und Dokumente. Bei diesen Aufgaben werden sie von Clerk-Assistants und Parliamentary Officers als parlamentarische Beamte unterstützt.

### Der schwarze Stab(The Black Rod)
Der Verwalter des schwarzen Stabes (The Usher of the Black Rod) ist ein altes Amt mit großen Traditionen, das vor allem mit dem Souverän und später dem Parlament verbunden ist. Der Titel entstand aus der Verbindung mit dem Amtsstab – einem schwarzen Stab – den der Beamte vor dem Souverän tragen musste. Seit jeher ist der Stab das Symbol der Autorität. Der Usher of the Black Rod ist eine zentrale zeremonielle Figur bei der Eröffnung des Parlaments in jeder Sitzungsperiode. In Südaustralien werden die Pflichten mit denen am Tisch kombiniert, es werden zeremonielle Kleidung, Perücke und Robe getragen und der traditionelle schwarze Ebenholzstab mit der Krone, dem königlichen Wappen und dem Staatswappen getragen. Auf Anweisung des Präsidenten sorgt der Usher of the Black Rod für Ordnung und Anstand in der Kammer und ihren Bezirken. Der Stab oder Stab ist das Symbol dieser Autorität.

## Hintergrundliteratur
- Proceedings, W. C. Cox, Government Printer, Adelaide 1857/58–1861
- Edwin Cradock Nowell: A history of the relations between the two houses of Parliament in Tasmania and South Australia, W.T. Strutt, Government Printer, Hobart 1890
- Statistical record of the legislature, 1836–1940, F. Trigg, Government Printer, Adelaide 1941
- The Parliament of South Australia. An outline of its history, its proceedings and its buildings, Adelaide 1982

## Weblink
- South Australian Legislative Council: Home. In: Parlament von South Australia. Abgerufen am 25. März 2024 (englisch).